# Bulgária nos Jogos Olímpicos de Verão de 1964
A Bulgária competiu nos Jogos Olímpicos de Verão de 1964, realizados em Tóquio, Japão.